# Kōyō Aoyagi
Kōyō Aoyagi (青柳 晃洋, Aoyagi Kōyō), né le 11 décembre 1993 à Yokohama, dans la préfecture de Kanagawa au Japon, est un lanceur droitier de baseball.

## Biographie
Aoyagi est né le 11 décembre 1993 à Yokohama au Japon. Il étudie à la Kawasaki Koka High School à Kanagawa avant d'étudier à Tokyo à l'université de Teikyo. Il est marié, mesure 183 cm et pèse 84 kilos.

## Hanshin Tigers
Aoyagi évolue dans l'équipe des Hanshin Tigers depuis 2016 en tant que lanceur droit. En 2016, 2017, 2018, 2019, 2020 et 2021, il joue dans la Japan Central League et en 2016, 2017, 2018 et 2019, il évolue également dans la Japan Western League, deux ligues de baseball japonaises.

### Saison 2021
En raison de la pandémie due à la maladie à coronavirus 2019, le nombre de matchs pour la saison 2021 a été réduit. Il a joué six matchs entre le 7 septembre et le 26 octobre 2021 et a remporté avec son équipe trois matchs sur six, soit la moitié. Les résultats des matchs sont très fluctuants : ils perdent douze à zéro contre les Tokyo Yakult Swallows à domicile et font une égalité quatre à quatre une semaine plus tard contre la même équipe pour gagner un peu plus d'un mois plus tard à domicile un match de nouveau contre eux en l'emportant onze à zéro ; ils gagnent un match cinq à deux contre les Yokohama DeNA BayStars ; un autre deux à un contre les Yomiuri Giants ; et perdent un match zéro à quatre contre les Chunichi Dragons.

## Jeux olympiques
En 2021, il est membre de l'équipe japonaise de baseball pour les Jeux olympiques d'été de 2020 à Tokyo, qui se déroulent du 28 juillet au 7 août 2021 en raison de la pandémie due à la maladie à coronavirus 2019.
L'équipe termine première de son groupe devant la République dominicaine et le Mexique ce qui lui permet d'éviter la phase finale en huitième de finale. L'équipe affronte l'équipe des États-Unis pour le quatrième match en quarts de finale. L'équipe américaine avait elle aussi terminée première de son groupe et face à la défaite contre l'équipe japonaise, elle a pu disputer un match contre l'équipe dominicaine en quarts de finale. L'équipe japonaise de son côté accède au septième match disputé en demi-finales contre la Corée du Sud et remporte ce match cinq à deux. L'équipe emportera la finale contre les Américains qui ont gagné le match contre l'équipe sud-coréenne, qui aura ainsi disputé deux matchs de demi-finales.
Le Japon remportera la médaille d'or après sa victoire contre les États-Unis en l'emportant deux à zéro. C'est également l'unique médaille olympique remportée par Aoyagi.